# Mykolas Požarskas
Mykolas Požarskas (*  20. Februar 1927 in Panoteriai, Bezirk Ukmergė; † 27. Juni 1986 in Vilnius) war ein litauischer Jurist und Politiker, Vizeminister.

## Leben
Nach dem Abitur absolvierte er 1951 das Diplomstudium der Rechtswissenschaft an der Vilniaus universitetas (VU). Von 1954 bis 1956 arbeitete er als Chefredakteur des Verlags Mintis. 1958 absolvierte er die Parteihochschule der KPdSU. Von 1961 bis 1963 war Stellvertreter des Ministers im Kulturministerium Litauens. Ab 1974 lehrte er an der VU, ab 1983 als Dozent.

## Bibliografie
- Tarybų valdžios atkūrimas Lietuvoje (1940–1941 m.). – Vilnius: Valstybinė politinės ir mokslinės literatūros leidykla, 1955. – 142 p.
- Kultūros augimas Tarybų Lietuvoje šeštajame penkmetyje. – Vilnius: Valstybinė politinės ir mokslinės literatūros leidykla, 1956. – 61 p.
- Kultūrinis gyvenimas Lietuvoje, 1966 m. anglų k., 1967 m. vokiečių k.
- Tarybų Lietuvos ir Liaudies Lenkijos santykiai. – V.: Gintaras, 1973. – 103 p., 1974 m. lenkų k.
- Lietuvos TSR bendradarbiavimas su socialistinėmis šalimis. – Vilnius: Mintis, 1976. – 167 p.
- Draugiškas ir vaisingas bendradarbiavimas. – Vilnius: Mintis, 1978.
- Tarptautinės teisės apybraižos, su Pranu Kūriu. – Vilnius: Mintis, 1985. – 452 p.

## Auszeichnungen
- 1977: Verdienter Kulturmitarbeiter
- 1986: Staatspreis von Sowjetlitauen